# 六大纪律
六大纪律是中国共产党中央纪律检查委员会会同中共中央组织部发布的《中国共产党巡视工作条例》中关于党风廉政建设的规定。

## 内容
六大纪律包括中国共产党的政治纪律、组织纪律、廉洁纪律、群众纪律、工作纪律与生活纪律。

## 实施
2017年起，全国多地围绕六大纪律展开各种主题教育活动。

### 违纪情况
2018年2月13日，中央纪委发布公告，给予鲁炜开除党籍、开除公职处分，并将其移送国家司法机关处理。公告以不同寻常地严厉措辞称，“鲁炜身为党的高级干部，理想信念缺失，毫无党性原则，对党中央极端不忠诚，四个意识个个皆无，六大纪律项项违反，是典型的两面人，是党的十八大后不收敛、不知止，问题严重集中，群众反映强烈，政治问题与经济问题相互交织的典型，性质十分恶劣、情节特别严重”。